# Марков, Лев Николаевич
Лев Николаевич Марков (1936 — 2003) — советский и российский врач, профессор, мастер спорта СССР по лыжным гонкам, заслуженный тренер СССР (1992), заслуженный врач России, президент Федерации спортивной медицины России.

## Биография
В 1954 окончил среднюю школу, после чего поступил в Витебский медицинский институт. На 3-м курсе перевёлся и в 1960 окончил 2-й Медицинский институт имени Н. И. Пирогова. С 1963 года работал главным врачом Московского городского врачебно-физкультурного диспансера № 1, осуществлял медицинское сопровождение многих выдающихся спортсменов. Занимался исследованием, профилактикой и лечением ДВС-синдрома у спортсменов, работал над проблемами допинга и антидопингового контроля. Руководил подготовкой сборных команд СССР к Олимпийским играм и Зимним Олимпийским играм, чемпионатам мира и Европы.
Особое внимание уделял зимним видам спорта: лыжным гонкам, биатлону, конькобежному спорту. С 1960 до 1996 осуществлял медико-биологические наблюдения над сборными СССР и Российской Федерации по лыжным гонкам. Был постоянным участником и организатором российских и международных форумов по проблемам спортивной медицины и допинга в спорте. Занимался научно-практической работой, преподавательской деятельностью в Российской академии физической культуры и спорта.
В 1998 году  Лев Николаевич Марков был зарегистрирован кандидатом в депутаты от коммунистической партии на дополнительных выборах в Государственную Думу Федерального Собрания Российской Федерации по Люблинскому одномандатному избирательному округу №195. Центральная избирательная комиссия Российской Федерации признала выборы несостоявшимися.
В 1998 году, после регистрации на выборах в Государственную Думу Лев Николаевич Марков был уволен с работы руководителем здравоохранения города Москвы Сельцовским Андреем Петровичем,  вместо него был назначен врач сборной России по футболу  Зураб Орджоникидзе. В 1999 году Лев Николаевич Марков восстановлен в должности судом города Москвы,. но быстро ухудшающееся здоровье. не позволило полноценно приступить к работе. 22 июня 1999 года указом Мера города Москвы Лужковым Ю.М., Московский городской врачебно-физкультурный диспансер № 1, где Лев Николаевич Марков занимал должность главного врача был расформирован.

## Семья
- Отец — Николай Васильевич Марков (1903 — 1960), работал в ОСОАВИАХИМе.
- Мать — Анна Александровна Митина (1901 — 1974), была врачом железнодорожной поликлиники.
- Сын — Лев Львович Марков (род. 1959), научный сотрудник 1-го Московского медицинского института имени И. М. Сеченова (1-й ММИ).

## Публикации
В Советском Союзе, Российской Федерации и за рубежом издано более 120 печатных работ. Был основателем и главным редактором журнала «Вестник спортивной медицины России», членом редакционного совета журнала «Лыжный спорт». Является автором уникальной медико-биологической программы для спортсменов и космонавтов.